# .es
.es és el domini territorial de primer nivell (ccTLD) d'Espanya. Està administrat pel govern d'Espanya.

## Registres de segon nivell
Hi ha cinc registres de segon nivell:
- .com.es - obert per a tots (recomanat per a entitats comercials)
- .nom.es - obert per a tots (recomanat per a noms personals)
- .org.es - obert per a tots (recomanat per a organitzacions no personals)
- .gob.es - per a entitat governamentals
- .edu.es - per a entitat educatives